# خوسيه ماريا فيلاسكو غوميز
خوسيه ماريا فيلاسكو غوميز (بالإسبانية: José María Velasco y Gómez-Obregón)‏ هو مسافر ورسام مكسيكي، ولد في 6 يوليو 1840 في Temascalcingo ‏ في المكسيك، وتوفي في 26 أغسطس 1912 في مدينة مكسيكو في المكسيك.

## وصلات خارجية
- خوسيه ماريا فيلاسكو غوميز على موقع الموسوعة البريطانية (الإنجليزية)